# Stanisław Bylina (historyk)

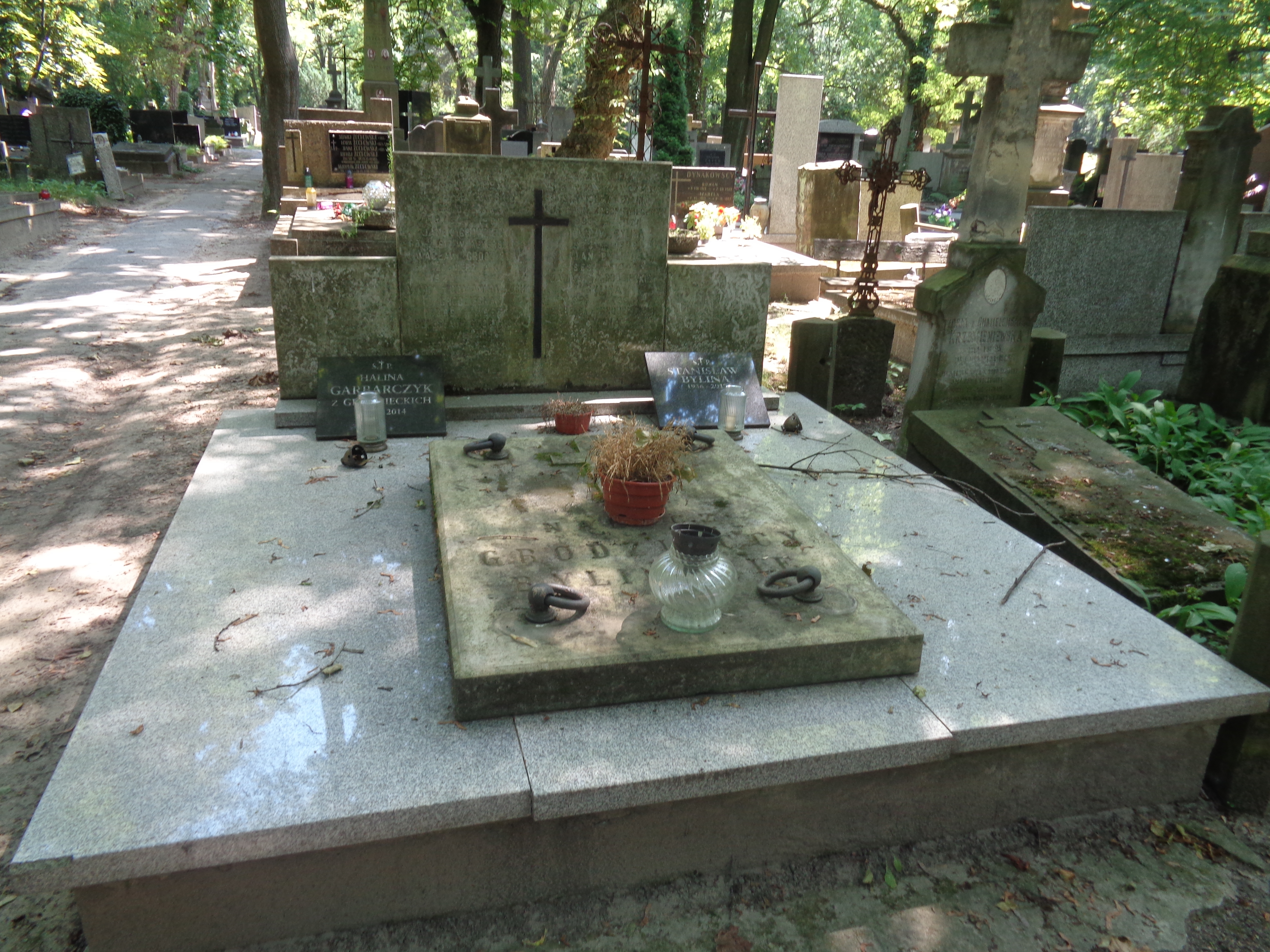
Nagrobek Stanisława Byliny na Cmentarzu Powązkowskim

Stanisław Jan Bylina (ur. 4 kwietnia 1936 w Kielcach, zm. 4 września 2017 w Warszawie) – polski historyk mediewista, profesor nauk humanistycznych.

## Życiorys
W 1959 roku ukończył studia na Uniwersytecie Warszawskim. Doktoryzował się w 1964 roku, natomiast stopień doktora habilitowanego uzyskał w 1972. W 1991 roku otrzymał tytuł naukowy profesora nauk humanistycznych. Początkowo zatrudniony był w Instytucie Słowianoznawstwa PAN w Warszawie (1960–1971). W 1971 roku podjął pracę w Instytucie Historii PAN, którego w 1991 został dyrektorem. Współpracował nadto z Wyższą Szkołą Pedagogiczną w Kielcach, gdzie w latach 1985–1991 kierował Zakładem Historii Średniowiecza w Instytucie Historii.
Specjalizował się w historii średniowiecza polskiego oraz powszechnego, a także w dziejach chrześcijaństwa oraz kultury Polski i Europy. Był członkiem Komitetu Słowianoznawstwa Polskiej Akademii Nauk oraz członkiem korespondentem Wydziału II Nauk Historycznych, Społecznych i Filozoficznych Towarzystwa Naukowego Warszawskiego. W 2009 roku otrzymał tytuł doctora honoris causa Uniwersytetu Humanistyczno-Przyrodniczego Jana Kochanowskiego w Kielcach.
Spoczywa na cmentarzu Powązkowskim w Warszawie (kwatera 293, rząd 6, grób 1/2).

## Ordery i odznaczenia
- Krzyż Oficerski Orderu Odrodzenia Polski - za wybitne zasługi dla rozwoju nauki polskiej (2003)[6]
- Krzyż Kawalerski Orderu Odrodzenia Polski - za wybitne zasługi dla nauki polskiej (1997)[7]

## Wybrane publikacje
- Wpływ Konrada Waldhausena na ziemiach polskich w drugiej połowie XIV i pierwszej połowie XV wieku, Wrocław 1966.
- Wizje społeczne w herezjach średniowiecznych. Humiliaci, begini, bagardzi, Wrocław 1974.
- Zakony i papiestwo w średniowieczu (X-XIV w.), 1985.
- Ruchy heretyckie w średniowieczu. Studia, Wrocław 1991.
- Człowiek i zaświaty. Wizje kar pośmiertnych w Polsce średniowiecznej, Warszawa 1992.
- Kultura ludowa Polski i Słowiańszczyzny średniowiecznej, Łowicz 1999.
- Chrystianizacja wsi polskiej u schyłku średniowiecza, Warszawa 2002.
- Na skraju lewicy husyckiej, Warszawa 2005.
- Hussitica. Studia, Warszawa 2007.
- Religijność późnego średniowiecza. Chrześcijaństwo a kultura tradycyjna w Europie Środkowo-Wschodniej w XIV-XV w., Warszawa 2009.
- Rewolucja husycka. Przedświt i pierwsze lata, Warszawa 2011.
- Drogi, granice, most. Studia o przestrzeni publicznej i sakralnej w średniowieczu, Warszawa 2012[8].
- Podróż husytów do Bazylei, Warszawa 2013.